# Richard Corbett

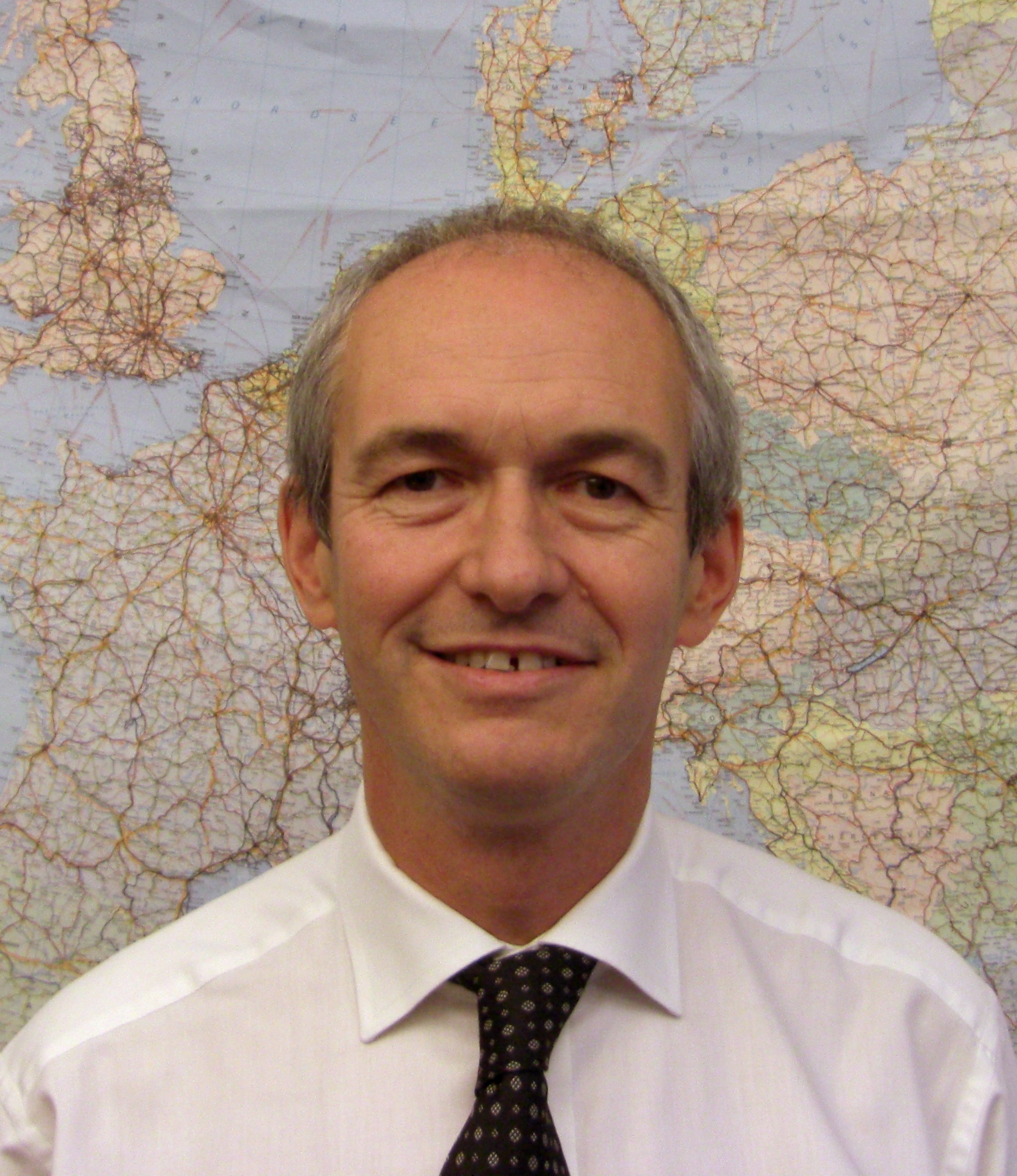
Richard Corbett

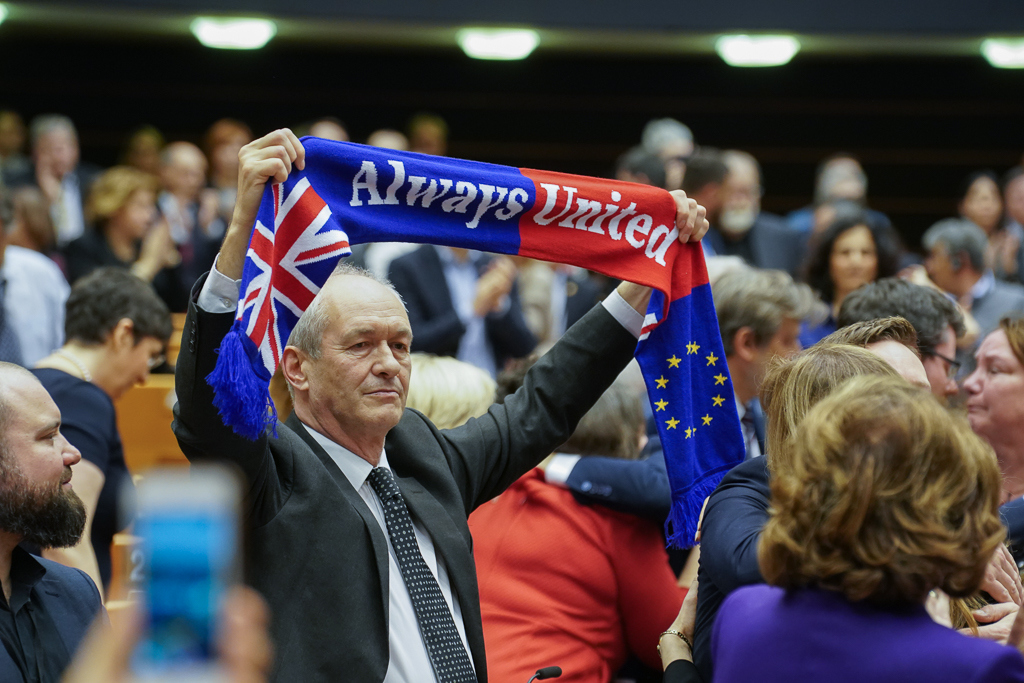
Corbett am 29. Januar 2020 bei der Verabschiedung des Austrittsvertrages des Vereinigten Königreiches aus der Europäischen Union im Europäischen Parlament

Richard Graham Corbett CBE (* 6. Januar 1955 in Southport) ist ein britischer Politiker der Labour Party und Sachbuchautor.

## Leben
In seiner Kindheit besuchte er die Internationale Schule in Genf. Corbett studierte Philosophie, Politikwissenschaften und Wirtschaftswissenschaften am Trinity College in Oxford und an der University of Hull.
Corbett war von 1999 bis 2009 Abgeordneter im Europäischen Parlament. Corbett war von 2014 bis zum 31. Januar 2020 erneut Abgeordneter im Europäischen Parlament. Dort war er Anführer der britischen Labour-Party im Europäischen Parlament und Mitglied im Fischereiausschuss, im Ausschuss für konstitutionelle Fragen und in der Delegation für die Beziehungen zu den Vereinigten Staaten. Von 2009 bis 2014 war er Mitarbeiter des Präsidenten des Europäischen Rates, Herman van Rompuy.

## Werke (Auswahl)
- The European Union: How Does it Work? (3. Ausgabe, gemeinsam mit Elizabeth Bomberg und John Peterson) 2012, Oxford University Press, ISBN 978-0-19-957080-5 und ISBN 0-19-957080-9
- The Evolving Roles of the European Parliament and of National Parliaments in EU Law after Lisbon von Piet Eeckhout, Andrea Biondi und Stephanie Ripley, 2012, Oxford University Press, ISBN 978-0-19-964432-2
- Parameters of a Crisis in The future of Economic Governance in the EU, Policy Network, London, 2012
- President of the European Council, new kid on the block: asset or complication?. In T. Christiansen, M. Shackelton und S. Vanhoonacker, The European Union after the Lisbon Treaty. Maastricht: Maastricht Centre for European Governance, Maastricht Monnet Lecture Series, 2011
- The Treaty of Maastricht: from conception to ratification Longman – Cartermill Publishing 1993 ISBN 0-582-20906-4
- The European Parliament's Role in Closer European Integration, London, Macmillan 1998, ISBN 0-333-72252-3 and New York, St Martin's Press (1998) ISBN 0-312-21103-1.
- Electing Europe's First Parliament Fabian tract, with Rod Northawl, Fabian Society, London 1977, 0307-7535. ISBN 978-0-7163-0449-4
- A Socialist Policy for Europe, London, Labour Movement for Europe 1985
- Progress and Prospects in: Juliet Lodge, Foreword by Altiero Spinelli; European Union: The European Community in Search of a Future London, Macmillan 1986, ISBN 0-333-39739-8
- The 1985 Intergovernmental Conference and the Single European Act in: Roy Pryce; The Dynamics of European Union', London, Croom Helm (1987) ISBN 0-7099-4327-X
- The European Parliament's new "Single Act" Powers, in Nieuw Europa' Magazine, 1989, Den Haag
- Representing the People, in A.Duff, J. Pinder und R. Pryce; Maastricht und Beyond, London, Routledge 1994
- The European Parliament and the Idea of European Representative Government in John Pinder, Foundations of Democracy in the European Union London, Macmillan (1999) ISBN 0-333-77470-1 and New York, St Martin's Press 1999, ISBN 0-312-22296-3
- A Very Special Parliament: The European Parliament in the Twenty-First Century in: The Journal of Legislative Studies, Vol 8 (2002). Frank Cass. 1357–2334
- Combatting Mythology and Changing Reality: the Debate on the Future of Europe, London, Labour Movement for Europe 2003
- The EU – Who makes the decisions? A guide to the process and the UK's role. London, European Movement 2006
- The European Parliament 2004–2009 in Juliet Lodge, The 2009 elections to the European Parliament. Palgrave macmillan 2010, ISBN 978-0-230-23040-8